# Jonathan Mensah
Jonathan Mensah (Accra, 1990. július 13.) visszavonult ghánai válogatott labdarúgó.

## Sikerei, díjai

### Klub
- Granada
  - Segunda División B: 2009–10

- Columbus Crew
  - MLS-bajnok: 2020
  - Campeones Cup: 2021

### Válogatott
- Ghána U20
  - U20-as Afrikai nemzetek kupája: 2009
  - U20-as labdarúgó-világbajnokság: 2009